# Peperomia brittonii
Peperomia brittonii är en pepparväxtart som beskrevs av C. Dc.. Peperomia brittonii ingår i släktet peperomior, och familjen pepparväxter. Inga underarter finns listade i Catalogue of Life.